# Clara Redlich
Clara Redlich (* 21. Januar 1908 in Riga; † 12. Januar 1992 in Hannover) war eine deutsche Prähistorikerin und die erste Frau, die sich in Deutschland in diesem Fach habilitierte.

## Leben
Clara Redlich studierte an der Universität Lettlands und der Georg-August-Universität Göttingen. 1933 promovierte sie mit einer Arbeit über Nationale Frage und Ostkolonisation im Mittelalter. Es folgte eine museumstechnische Ausbildung. Von 1930 bis 1936 leitete sie vertretungsweise das Dommuseum Riga, von 1936 bis 1944 arbeitete sie als Assistentin am Museum für Vor- und Frühgeschichte in Köln unter dem Nationalsozialisten Walter von Stokar und 1944 bis 1945 als Assistentin an der stark nationalsozialistisch orientierten Reichsuniversität Posen. Ab Februar 1945 bis 1966 arbeitete sie am Landesmuseum Hannover und betreute von dort aus die Heimatmuseen des Landes Niedersachsen.
1946 habilitierte sich Clara Redlich in Göttingen mit der Schrift Soziale Gliederung bei den westgermanischen Stämmen und wurde dort zur Privatdozentin ernannt. Als 1966 ein Museumsverband gegründet wurde, der ihre bisherige Aufgabe, die Heimatmuseen zu beraten, übernahm, wechselte sie als Assistentin zu Horst Kirchner an die Freie Universität Berlin. Mit 60 Jahren wurde sie schließlich zur Professorin ernannt, ohne dass das mit einer höheren Besoldung oder akademischen Mitspracherechten verbunden war, aber noch verbeamtet. Die letzten Jahre vor ihrer Pensionierung 1973 war sie geschäftsführende Direktorin.

## Veröffentlichungen
- Nationale Frage und Ostkolonisation im Mittelalter. Berlin 1934.
- Soziale Gliederung bei den westgermanischen Stämmen. o. O., 1946.
- (Hrsg.): Geschichte der Domschule, des späteren Stadtgymnasiums zu Riga. Hannover-Döhren 1980.
- Denkmalpflege in Sowjet-Lettland. Marburg 1988.